# Nova Sloboda, Putîvl
Nova Sloboda (în ucraineană Нова Слобода) este localitatea de reședință a comunei Nova Sloboda din raionul Putîvl, regiunea Sumî, Ucraina.

## Demografie
Componența lingvistică a localității Nova Sloboda
     Rusă (93,62%)
     Ucraineană (6,25%)
     Alte limbi (0,12%)
Conform recensământului din 2001, majoritatea populației localității Nova Sloboda era vorbitoare de rusă (93,62%), existând în minoritate și vorbitori de ucraineană (6,25%).